# Zapotèque de Santo Domingo Albarradas
Ne doit pas être confondu avec Zapotèque de Santa Catarina Albarradas.
Le zapotèque de Santo Domingo Albarradas (ou zapotec d'Albarradas) est une variété de la langue zapotèque parlée dans l'État de Oaxaca, au Mexique.

## Localisation géographique
Le zapotèque de Santo Domingo Albarradas est parlé dans les villes de Santa María Albarradas, Santo Domingo Albarradas (en) et San Miguel Albarradas dans le centre de l'État de Oaxaca, au Mexique,.

## Intelligibilité avec les variétés du zapotèque
Les locuteurs du zapotèque de Santo Domingo Albarradas ont une intelligibilité de 39 % du zapotèque de Mitla (le plus similaire).

## Utilisation
Depuis 1979, les habitants de Santo Domingo montre une préférence pour le zapotèque tandis que ceux de Santa María tyendent à l'utiliser moins. Quelques immigrants Mixe (en) ont appris le zapotèque local, mais peu de Zapotèques apprennent le mixe (en).